# Појана (Скиту-Дука)
Појана (рум. Poiana) насеље је у Румунији у округу Јаши у општини Скиту-Дука. Oпштина се налази на надморској висини од 170 m.

## Становништво
Према подацима из 2002. године у насељу је живело 538 становника, од којих су сви румунске националности.